# Agenor Girardi
Dom Agenor Girardi, MSC (Orleans, 2 de fevereiro de 1952 - Porto União, 8 de fevereiro de 2018) foi um bispo católico brasileiro, bispo da Diocese de União da Vitória.

## Biografia
De 1966 a 1970 cursou o ensino fundamental no Seminário Menor São José, em Francisco Beltrão. Posteriormente fez o ensino médio na Escola Estadual Mário de Andrade, em Francisco Beltrão, entre os anos de 1971 a 1974.
Em 1975 ingressou na Pontifícia Universidade Católica de Campinas, para iniciar os estudos na Faculdade de Filosofia, que concluiu em 1977; cursou Teologia na Faculdade de Teologia Nossa Senhora da Assunção na cidade de São Paulo, de 1979 a 1982. Fez sua profissão religiosa na Congregação dos Missionários do Sagrado Coração, no dia 1 de fevereiro de 1982 e foi ordenado sacerdote em 5 de setembro do mesmo ano por Dom Agostinho José Sartori.
Obteve a Licença em Teologia Espiritual na Pontifícia Universidade Gregoriana, em Roma. Também fez o Curso de Espiritualidade no CETESP, no Rio de Janeiro.
Em 1982 foi nomeado vigário paroquial da Paróquia de Santa Rita de Cássia em Marmeleiro; já no ano de 1983 foi vice-diretor do Seminário São José, em Francisco Beltrão; de 1984 a 1988 foi diretor do mesmo Seminário em Francisco Beltrão; foi mestre de noviços em Pirassununga, durante os anos 1991 a 1995; coordenador do CETESP (Centro Teológico de Estudos e Espiritualidade para a Vida Religiosa), no Rio de Janeiro no período 1996 a 1998 e superior provincial da Comunidade de Curitiba, de 1999 a 2001.
Foi reitor do Santuário de Nossa Senhora do Sagrado Coração em Curitiba, de 1999 a 2001; vigário paroquial da paróquia São José na cidade de Francisco Beltrão, de 2002 a 2009; foi membro do Conselho Presbiterial da Diocese de Palmas e Francisco Beltrão desde 2007. Desde 2002 é consultor da Conferência dos Religiosos do Brasil, para obtenção de orientações espirituais e exercícios de treinamento sobre a Vida Consagrada. Em 2009 assumiu como pároco da Paróquia São José em Francisco Beltrão.
Aos 22 de dezembro de 2010 foi nomeado pelo Papa Bento XVI como bispo-auxiliar da Arquidiocese de Porto Alegre. Foi ordenado bispo no dia 25 de março de 2011, na cidade de Francisco Beltrão juntamente com Mons. Geremias Steinmetz. Já o Arcebispo Dom Dadeus Grings o designou para ser Vigário Episcopal do Vicariato de Canoas e tomou posse no dia 8 de abril de 2011, no Santuário São Cristóvão em Canoas. 
Aos 2 de abril de 2015 foi nomeado Vigário Geral da Arquidiocese de Porto Alegre e Bispo Referencial para a Vida Consagrada na mesma arquidiocese.
No dia 6 de maio de 2015, o Papa Francisco nomeou-o como Bispo Diocesano de União da Vitória, transferindo-o da sede titular de “Fornos Maggiore” e do ofício de auxiliar na Arquidiocese de Porto Alegre.
No dia 12 de junho de 2015, solenidade do Sagrado Coração de Jesus, Dom Agenor tomou, oficialmente, posse como 3º Bispo Diocesano de União da Vitória.

## Lema e Brasão
LEMA: AMETUR COR JESU - Amado seja o Coração de Jesus. O lema escolhido por Dom Agenor é o lema do Fundador dos Missionários do Sagrado Coração, Padre Júlio Chevalier.
BRASÃO: O Brasão Episcopal de Dom Agenor traz os seguintes elementos: a) A Cruz Vermelha: lembra o sangue dos mártires e todo sofrimento da humanidade redimida na Cruz de Cristo; 
b) O Coração de Jesus: É a fonte e a motivação de todo o seu ministério pastoral, e recorda também o seu lema de ordenação sacerdotal: Ninguém tem maior amor do que aquele que dá a vida pelos seus amigos (Jo 15, 13);
c) Os girassóis : o Girassol é o símbolo da Família Girardi, lembra também o sentido de unidade e disposição de voltar-nos sempre para Deus (ligando a imagem do Sol);
d) O Rio: É a fonte inesgotável que alimenta a espiritualidade de Dom Agenor. Nesta fonte também está a presença da Virgem Maria, na suavidade do seu Sim.